# Śnieć indyjska pszenicy
Śnieć indyjska pszenicy (ang. Indian bunt of wheat, Karnal bunt of wheat, partial bunt of wheat) – grzybowa choroba pszenicy wywoływana przez należący do podstawczaków patogen Tilletia indica. Jest to choroba z grupy śnieci.

## Występowanie i szkodliwość
Chorobę po raz pierwszy zaobserwowano w Indiach, i stąd pochodzi jej nazwa. Z czasem jednak rozprzestrzeniła się i obecnie występuje w wielu krajach świata. W 2022 r. występuje w Azji (Afganistan, Indie, Irak, Iran, Nepal i Pakistan), Afryce (RPA), Ameryce Północnej (Meksyk, USA) i Ameryce Południowej (Brazylia). Ponieważ jest to choroba bardzo trudna do zwalczania, wywołujący ją patogen Tilletia indica został umieszczony na liście organizmów kwarantannowych, w grupie organizmów, których występowania na terenie Unii Europejskiej dotąd nie stwierdzono. Podlega obowiązkowemu zwalczaniu, gdyż warunki klimatyczne i obecność roślin żywicielskich umożliwiają mu zaaklimatyzowanie się w Europie i rozprzestrzenienie. W Polsce stwierdzono też jego obecność w ziarnach pszenicy konsumpcyjnej sprowadzonej z Indii.
Żywicielami Tilletia indica są głównie pszenica (Triticum sp.), w mniejszym stopniu żyto (Secale cereale) i pszenżyto (x Triticosecale). Sztucznie udało się zainokulować różne gatunki traw.

## Objawy
Pojawiają się dopiero podczas dojrzewania kłosów i są podobne do objawów śnieci cuchnącej pszenicy. Chore rośliny dłużej niż zdrowe pozostają zielone, są mniejsze od zdrowych, również ich kłosy są mniejsze i jest w nich mniej kłosków. Zazwyczaj porażane są tylko niektóre ziarna w kłosie. Przy silnym porażeniu cały ziarniak zamienia się w czarną, pylącą masę zarodników grzyba, jednak zazwyczaj porażeniu ulega tylko część ziarniaka. Zarodek i bielmo zwykle nie są porażone, więc zainfekowane nasiona mogą dać wschody. W porażonych kłosach znajdują się brunatne teliospory, które podobnie jak u śnieci cuchnącej również wydzielają nieprzyjemny zapach śledzi.

## Epidemiologia
Zarodniki grzyba mogą być przez wiatr rozprzestrzeniane na duże odległości. Patogen może także rozprzestrzeniać się wraz z nawozem naturalnym, jego chlamydospory nie ulegają bowiem strawieniu w układzie pokarmowym zwierząt. Największą rolę w rozprzestrzenianiu patogenu odgrywa skażone ziarno przeznaczone do siewu, stąd też zgodnie z wytycznymi Unii Europejskiej ziarno siewne podlega obowiązkowej kontroli. W przypadku jakichkolwiek podejrzeń co do obecności Tilletia indica w importowanym materiale roślinnym oraz w krajowych uprawach pszenicy, żyta i pszenżyta należy poinformować o tym fakcie najbliższą jednostkę organizacyjną Państwowej Inspekcji Ochrony Roślin i Nasiennictwa (PIORiN).
W glebie, w zależności od jej rodzaju i od pogody, teliospory mogą przetrwać 4–5 lat. Źródłem infekcji stają się te teliospory patogenu, które znalazły się na powierzchni ziemi, do ich kiełkowania bowiem niezbędne jest światło. Kiełkujące teliospory tworzą podstawki ze sporydiami. Przenoszone przez wiatr infekują kwiaty pszenicy. Z zainfekowanego kwiatu powstaje ziarniak z teliosporami grzyba. Optymalna dla ich kiełkowania temperatura wynosi 12–20 °C.

## Ochrona
W Polsce i w innych krajach, w których choroba ta nie pojawiła się jeszcze na polach, zasadnicze znaczenie ma kontrola ziarna przywiezionego z rejonów jej występowania. Nie może być do siewu dopuszczone ziarno zainfekowane tym patogenem. W rejonach gdzie choroba ta występuje, pomocne jest zaprawianie nasion, ale jego skuteczność jest mała. Opryskiwanie zbóż fungicydami w okresie ich kwitnienia jest przydatne, ale jego skuteczność w zwalczaniu śnieci indyjskiej również jest niewielka. Na poziom porażenia zbóż przez śnieć ma wpływ też sposób uprawy roli; uprawa zerowa zmniejsza występowanie choroby bardziej niż np. uprawa pługiem.